# Mosquée Sidi Mahrez
La mosquée Sidi Mahrez (arabe : جامع سيدي محرز) ou mosquée M'hamed Bey (جامع محمد باي) est un édifice religieux souvent considéré comme la plus belle mosquée de Tunis.
La zaouïa de Sidi Mahrez, saint patron de la médina de Tunis, se trouve en face du bâtiment.

## Construction

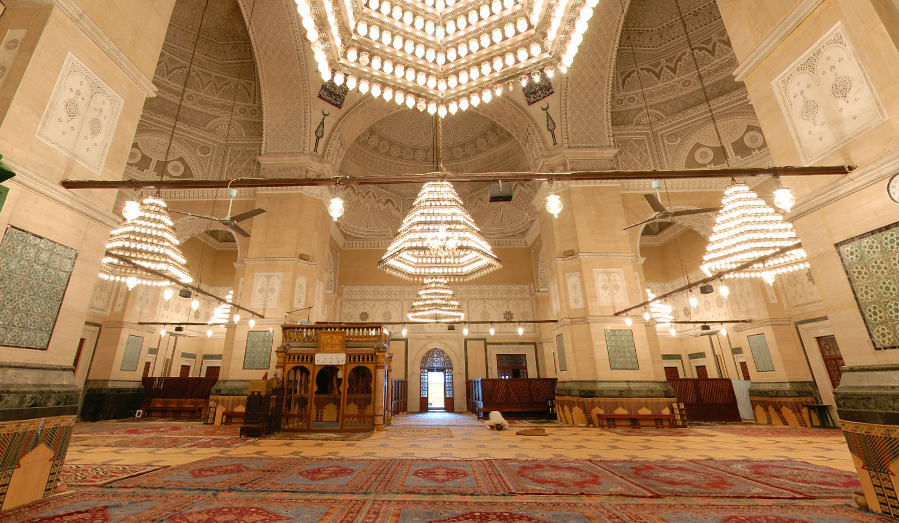
Salle de prière de la mosquée.

La mosquée est édifiée à la fin du XVIIe siècle (entre 1692 et 1697) et construite sur le modèle des grandes mosquées ottomanes, comme la mosquée Süleymaniye d'Istanbul, bien qu'elle n'ait pas de minaret. Initiés par Mohamed Bey El Mouradi, les travaux ne sont pas achevés en raison des troubles politiques de la fin du XVIIe siècle.
La mosquée fait l'objet d'une restauration à partir de 1984 dans le cadre d'un programme de restauration du célèbre quartier de Bab Souika.
Ce monument, qui rompt nettement avec les traditions architecturales locales, s'inspire du type ottoman. Il s'agit même de l'unique mosquée tunisienne qui dérive d'un prototype turc. Elle rappelle les mosquées d'Istanbul et notamment celles du Sultan Ahmet (construite de 1609 à 1616) et de Yeni Valide (achevée en 1663).

## Architecture

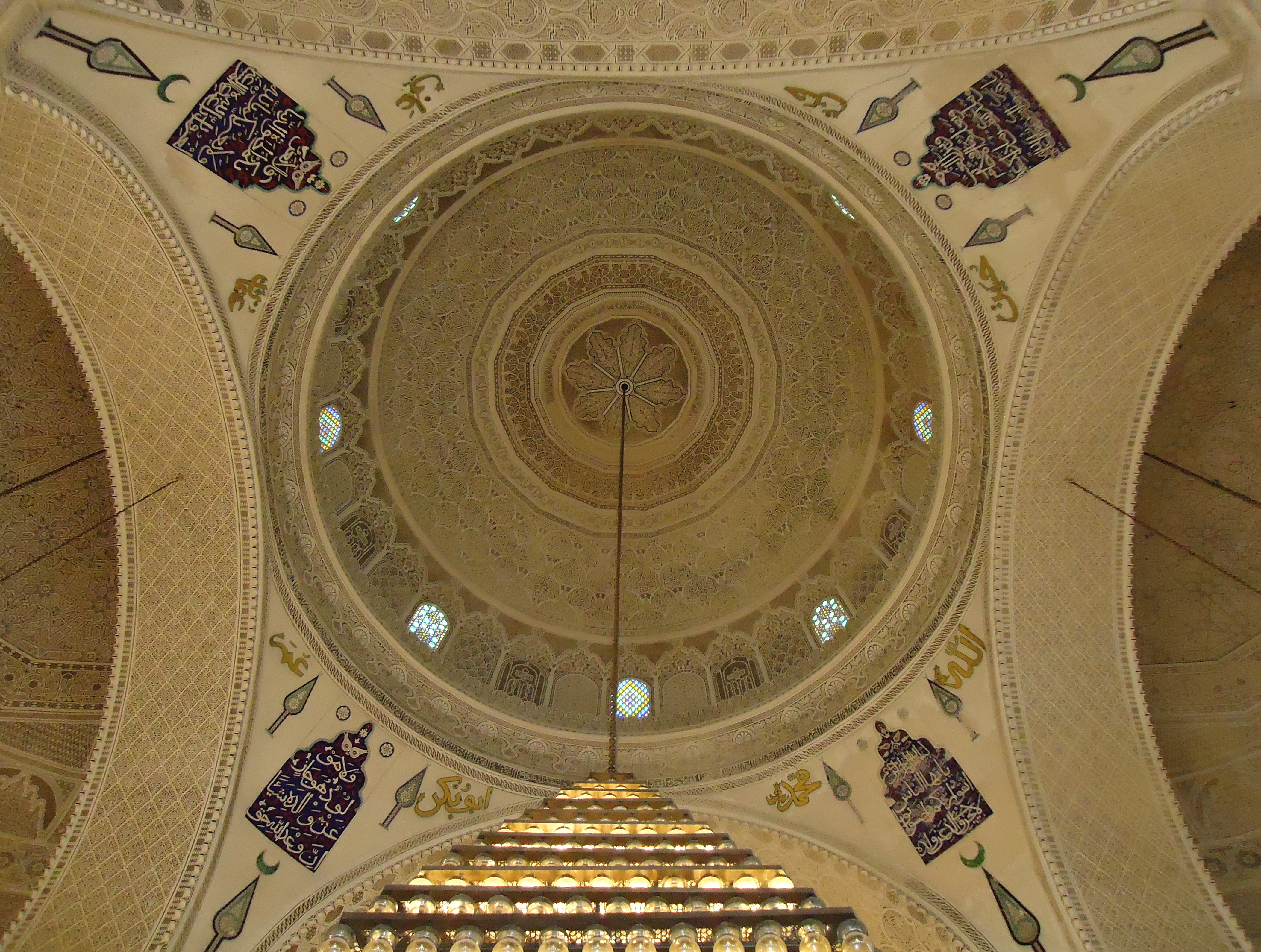
Vue intérieure de la coupole centrale.

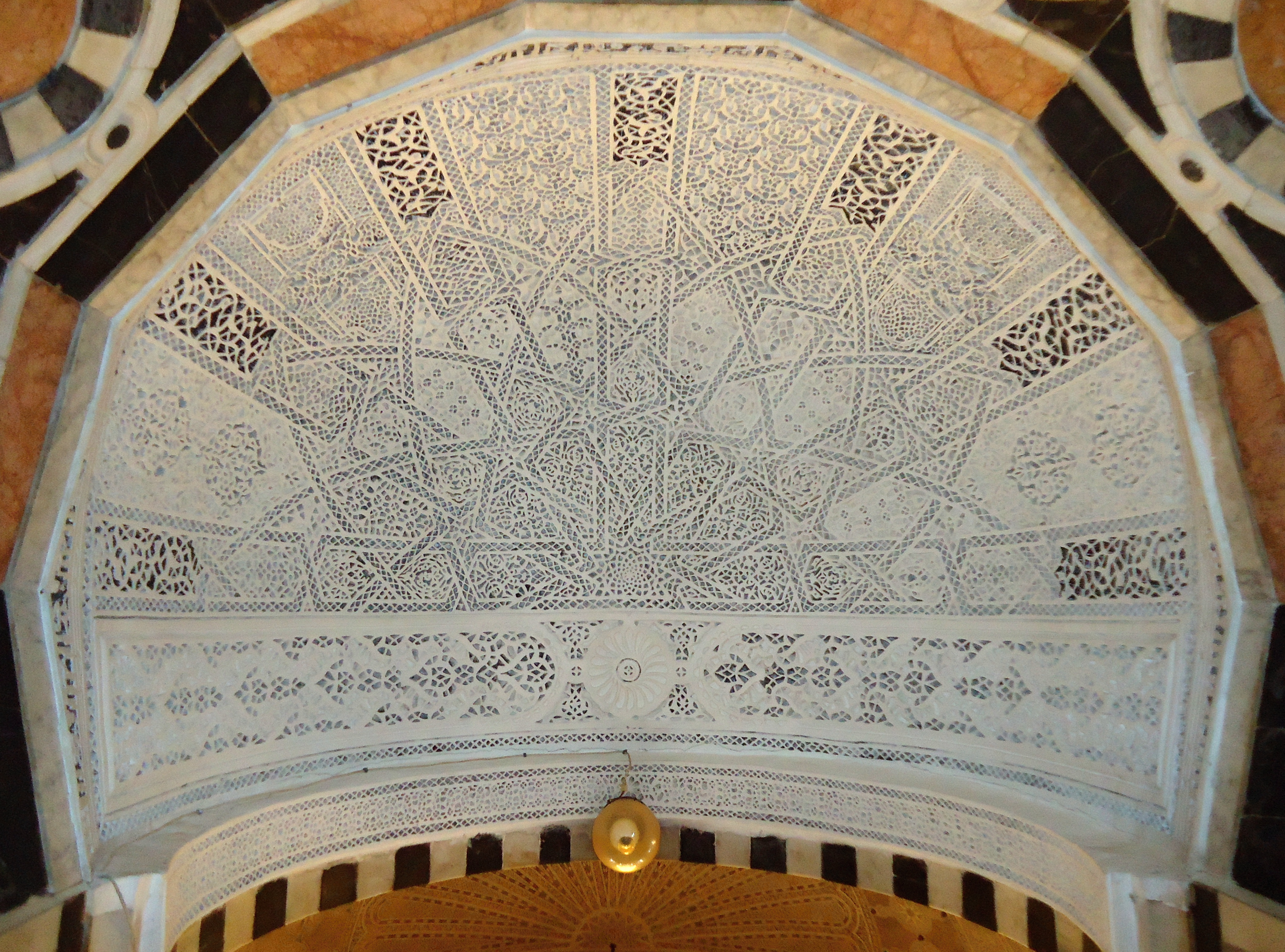
Décor en plâtre sculpté ornant le cul de four du mihrab.

La mosquée est remarquable de l'extérieur par ses grandes coupoles blanches. Ces dernières sont représentées sur l'emblème de la ville de Tunis. L'édifice, situé à plus de quatre mètres au-dessus des rues voisines, repose sur une plate-forme. Il est desservi par une cour comportant des portiques à arcades qui entourent la salle de prière sur les trois côtés. Dans l'un des portiques se trouve une niche surmontée d'un cul-de-four dont l'arc est historié d'un décor à rinceaux. Les galeries, couvertes d'une toiture terrasse, donnent sur la cour par des arcs brisés outrepassés, posés sur des colonnes en marbre, prenant appui sur des bases moulurées et surmontées dans la majorité des cas de chapiteaux en crochet et de chapiteaux hafsides.
De plan carré, la salle de prière mesure 28 mètres de côté. Le diamètre de la coupole centrale est de 15,80 mètres et sa hauteur sous la clef de 29 mètres. Elle est construite en brique appareillée par assises annulaires horizontales. La calotte de la coupole centrale, s'appuyant sur un tambour cylindrique percé de six fenêtres, est accostée à quatre demi-coupoles et quatre coupoles plus petites couvrant les angles de la salle. Elles sont soulagées par des piliers à section en croix, surmontés d'arcs en plein cintre outrepassés. Les piliers sont ornés de plaques de marbre agrémentées par des carreaux de céramique, importés d'Iznik.
Le mihrab est composé d'une niche semi-circulaire, surmontée d'un cul-de four à parois décorées de motifs géométriques, réalisés sur plâtre ; l'arc de tête est en plein cintre outrepassé, clavé en marbre de couleur alternée noire et blanche. L'ensemble du mihrab est inscrit dans un cadre rectangulaire paré de marbre blanc incrusté de marbre noir. Les murs de cette salle sont revêtus de panneaux de céramique dans leur partie inférieure ; ces panneaux sont constitués de carreaux d'importation et d'autres de fabrication tunisoise. Les carreaux anciens, importés d'Asie Mineure et qui ont échappé aux restaurations, offrent un grand intérêt : ce sont de belles pièces ornées de motifs floraux et dont les tons, outre le vert et le bleu, comprennent également le célèbre rouge tomate, caractéristique de la faïence d'Iznik à cette époque.

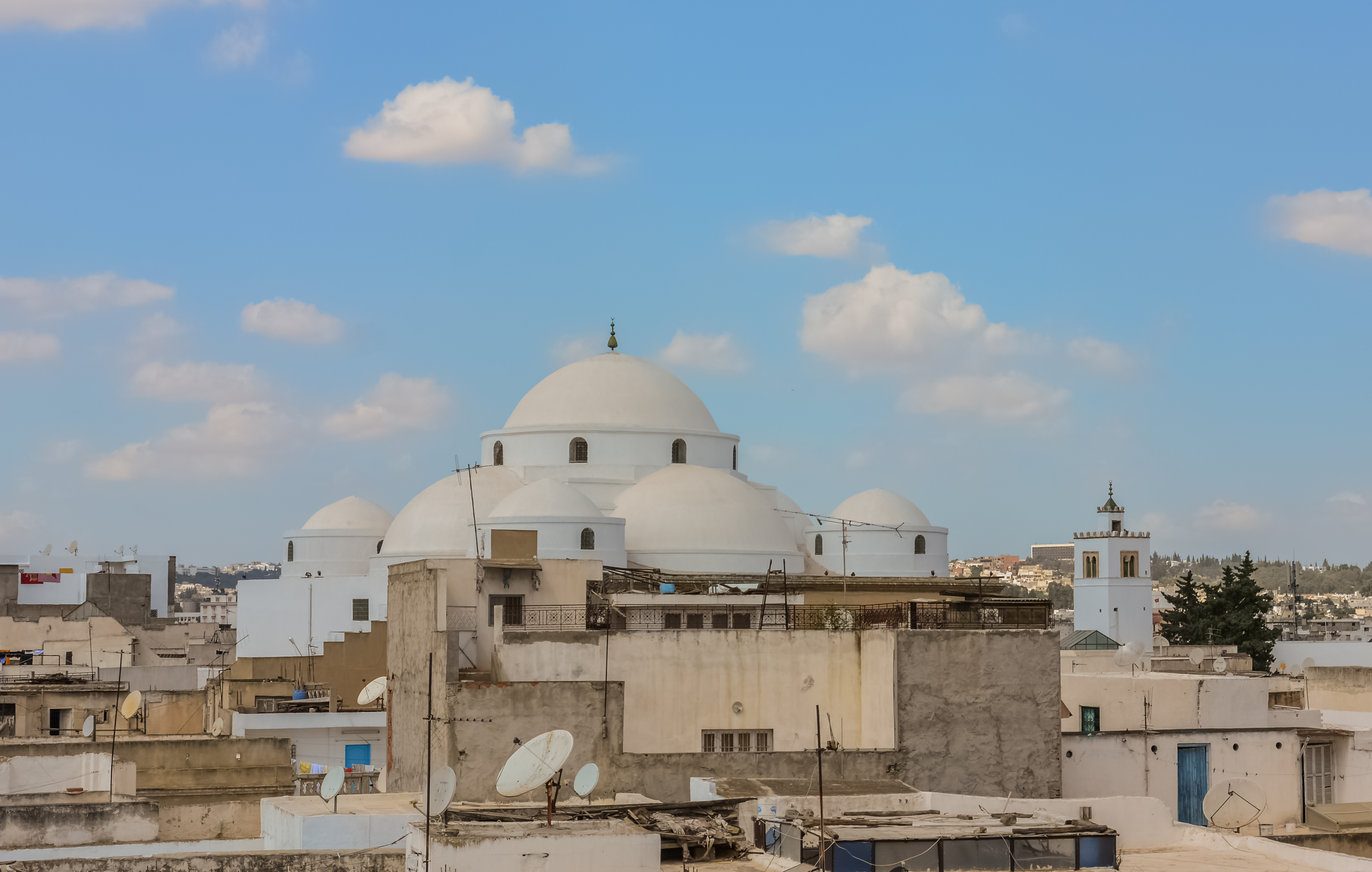
Vue extérieure des coupoles.
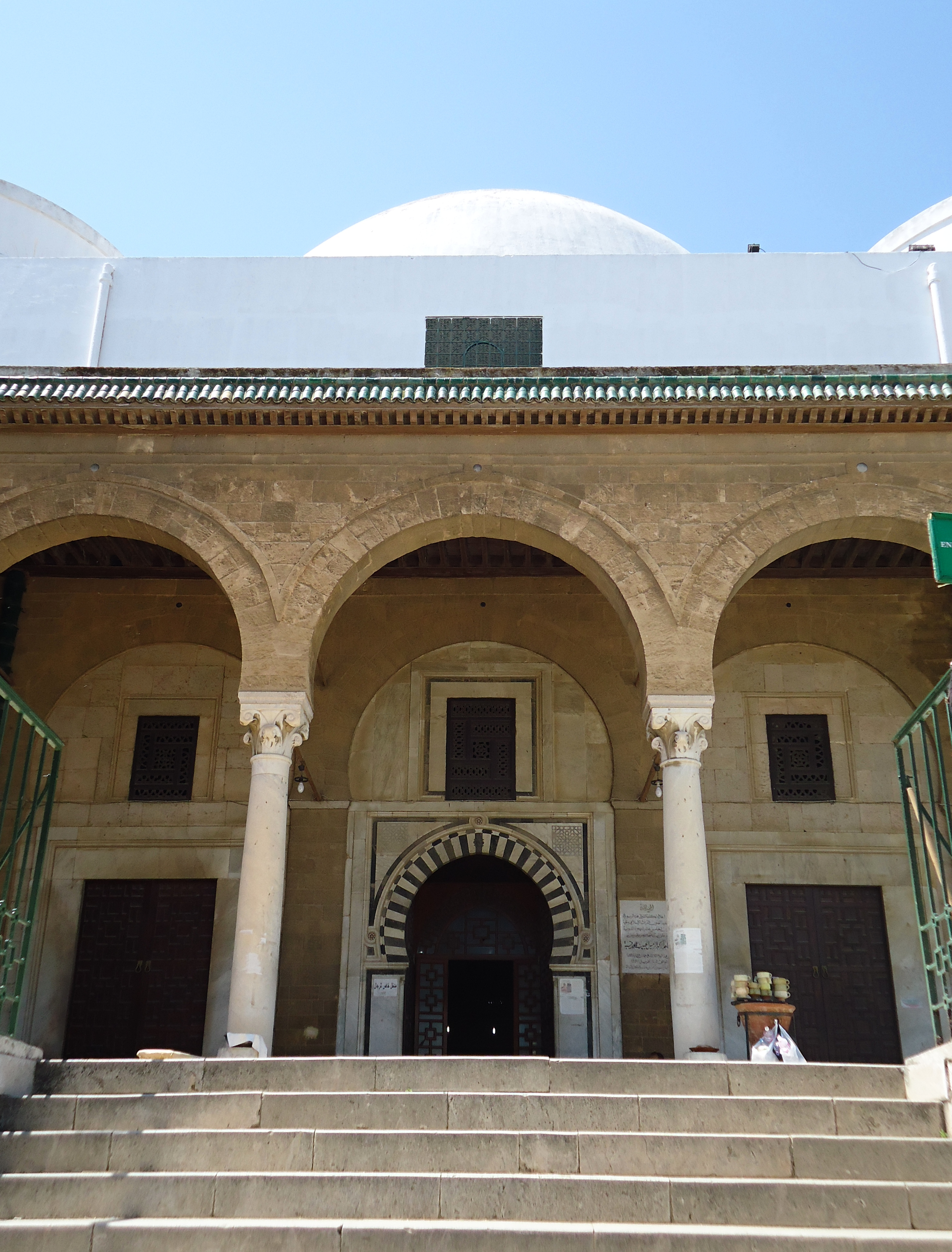
Entrée de l'édifice.
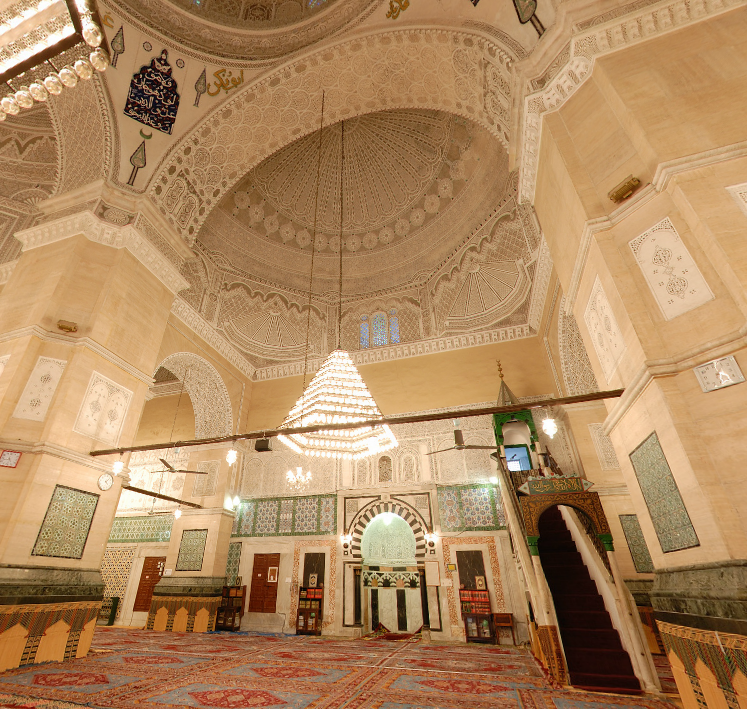
Vue de la salle de prière côté mihrab.
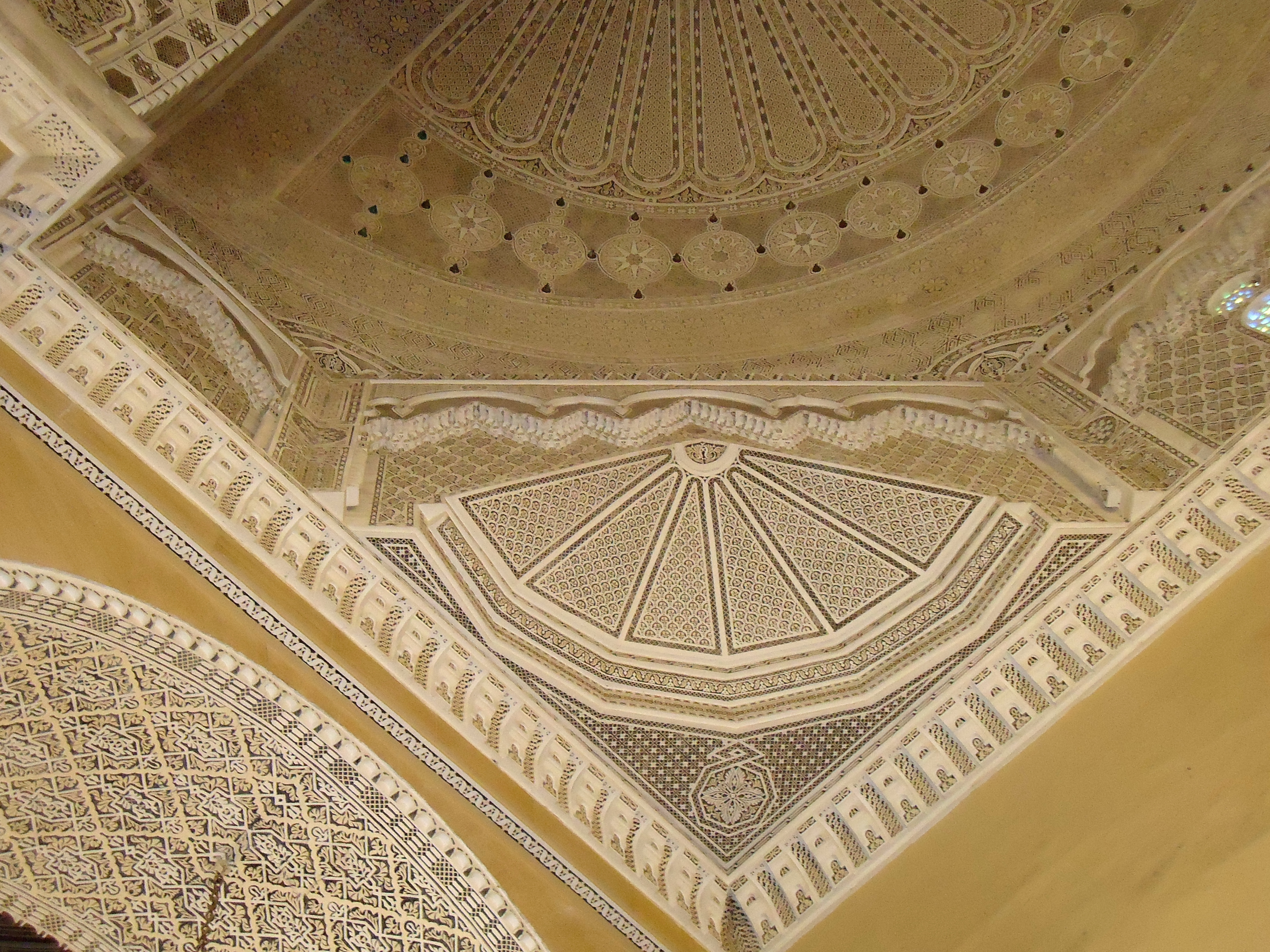
Détail décoratif d'une demi-coupole.
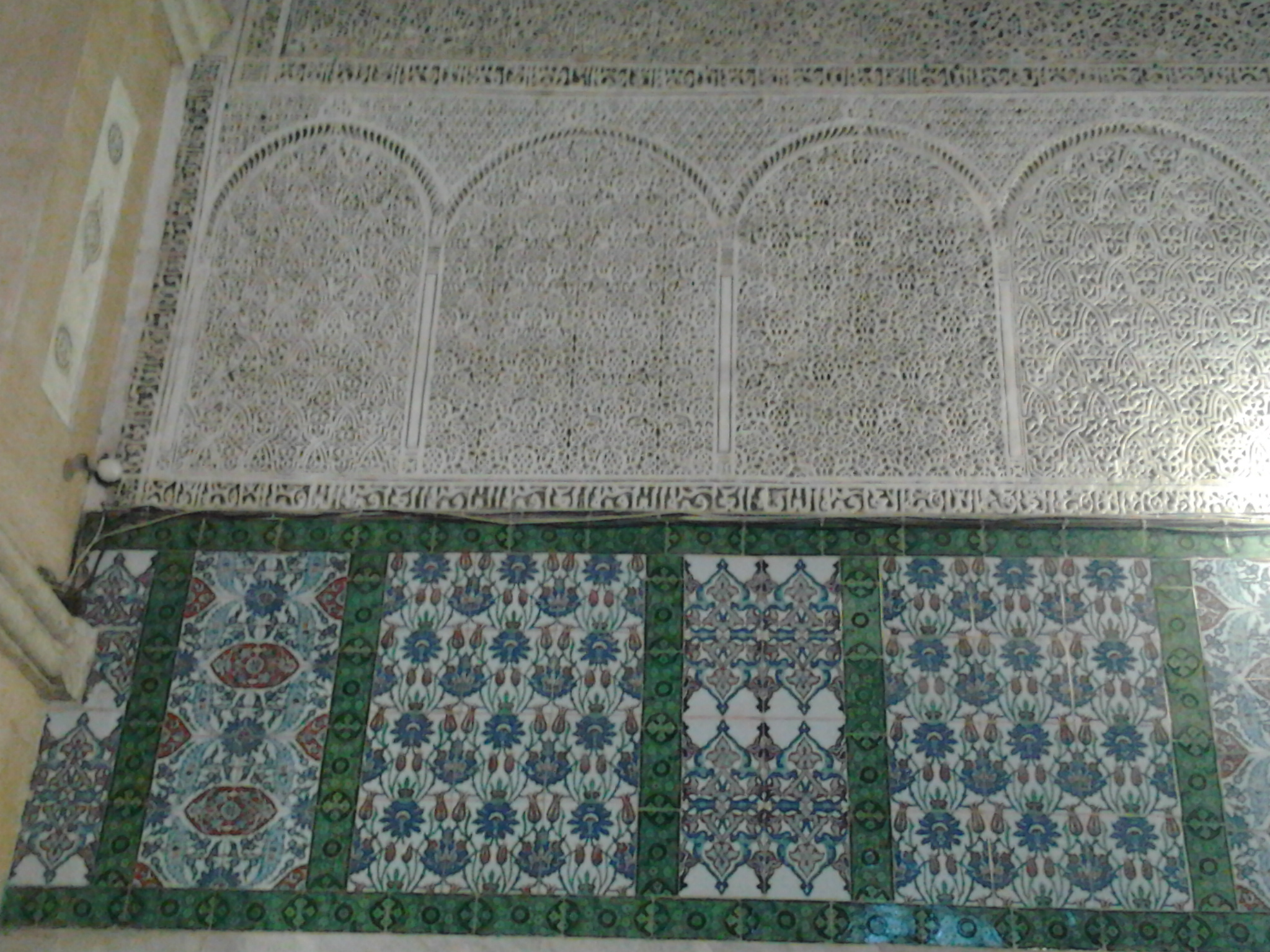
Décoration murale composée de céramiques et de plâtre sculpté.

## Homonymie
Il existe également une petite mosquée Sidi Mahrez sur la côte nord de l'île de Djerba. Elle est située sur la plage de Mezraya et constituait auparavant une simple zaouïa restaurée et agrandie au cours des années 1990.